# Eretmocerus portoricensis
Eretmocerus portoricensis är en stekelart som beskrevs av Dozier 1932. Eretmocerus portoricensis ingår i släktet Eretmocerus och familjen växtlussteklar.
Artens utbredningsområde är:
- Dominikanska republiken.
- Peru.
- Puerto Rico.

Inga underarter finns listade i Catalogue of Life.